# 浄国寺 (川越市)
浄国寺（じょうこくじ）は、埼玉県川越市にある時宗の寺院。

## 歴史
1289年（正応2年）、他阿真教によって開山された。他阿が遊行の途上、当地を訪れた際に創建された。度々火災に遭っているが、現在の堂宇は1934年（昭和9年）に再建されたものである。
当寺の寺宝として、板碑を所蔵している。阿弥陀如来の種子と六字名号「南無阿弥陀仏」が刻まれている。種子と名号が一緒に刻まれているのは極めて珍しいという。

## 交通アクセス
- 路線バス浄国寺停留所より徒歩1分。